# 何韦弘
何韦弘（英語：Gerard HO Wei Hong），新加坡外交官，现任新加坡驻菲律宾大使。

## 生平
何韦弘1997年自新加坡国立大学毕业，获得历史学学士学位。2009年在美国哥伦比亚大学获得文学硕士学位。

### 外交工作
1997年5月，何韦弘进入新加坡外交部工作，先后在外交部国际组织司和东南亚司工作。2000年6月至2003年8月，任新加坡常驻联合国代表团一秘。2004年1月至2007年7月，外派新加坡驻马来西亚高级专员公署，先后任一秘、参赞。
2010年2月至2014年12月，任新加坡驻印尼大使馆副馆长。2015年1月至2019年2月，任外交部东盟司司长。2019年3月5日，被任命为驻菲律宾大使。

## 荣誉

### 新加坡勋章奖章
- 公共行政（银）奖章（英语：Pingat Pentadbiran Awam）（2019年颁发）[3]
- 长期服务奖章（英语：Pingat Bakti Setia）（2020年颁发）[3]